# Супрун, Вячеслав Иосифович
Вячесла́в Ио́сифович Супру́н (род. 16 февраля 1949, Давлеканово, Башкирская АССР, РСФСР, СССР) — российский скрипичный мастер.
В 1974 году окончил оркестровый факультет Уфимского института искусств по классу альта. 
В 1974—1976 годах учился в аспирантуре МГПИ имени Гнесиных по специальности «мастер по изготовлению музыкальных оркестровых инструментов, реставратор» под руководством Б. Л. Горшкова. Акустике музыкальных инструментов обучался у Р. Г. Викснина. Живёт и работает в Москве.
Изготовил более 150 инструментов (скрипки, альты, виолончели). Имеет дипломы всесоюзных и международных конкурсов.
Лауреат конкурса скрипичных мастеров им. Чайковского (1990), член жюри этого конкурса с 1994 года.
В 1998 году присвоено звание «Заслуженного работника культуры».
Работал скрипичным мастером в оркестрах под управлением Евгения Светланова, Марка Горенштейна, в училище при Московской государственной консерватории им. Чайковского.
В настоящее время Вячеслав Супрун работает у Ю. Башмета.